# كيف تبدأ بلدك الخاص

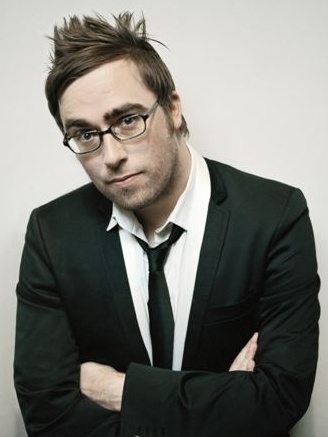
داني والاس

كيف تبدأ بلدك How to Start Your Own Country هو مسلسل كوميدي وثائقي بريطاني من 6 أجزاء تم بثه بين أغسطس وسبتمبر 2005. قدم العرض الممثل البريطاني داني والاس، وتابع سعيه لبدء وطنه الخاص في الشقة الخاصة به في باو، لندن. تم تسمية الدولة المجهرية التي أنشأها في النهاية باسم " مملكة الجميلات ". تم إصدار المسلسل على دي في دي في المملكة المتحدة في 18 يونيو 2007.

## الحلقات

### ولادة أمة
يقوم داني والاس بالتحقيق في منطقة بلده الجديد، بداية من زيارة دولة سيلاند المجهرية. ويلتقي بالكاتب إروين شتراوس ودينيس هوب، الرجل الذي يدعي أنه يمتلك القمر. "يغزو" جزيرة Eel Pie لكنه يغادر بعد استدعاء الشرطة. يقوم بتكوين صداقات مع جنرال في الجيش البريطاني. في النهاية يقرر مساحة شقته باعتبارها المنطقة ويصدر إعلان الاستقلال الذي يعطيه لتوني بلير.

### مطلوب مواطنين
بمساعدة وكالة إعلانات، يختار والاس تصميمً لعلم بلاده. قام بتسجيل النشيد الوطني، والذي تم عزفه خلال مقابلته في برنامج إل بي سي الخاص بـ Iain Lee.

### من أجل الملك والوطن
داني والاس يلتقي SAS ( أخوات التعديل الثاني ) ويلتقي بملك فوسا. ويذهب أيضا إلى سيبورغا.

### دولة الأمة
يزور والاس مجتمعين " طوباويين (أدب المدينة الفاضلة)" مختلفين للغاية، مدينة سيليبريشن المخططة والتي تحافظ على بهجة من خلال قواعد وأنظمة صارمة، وحي فريتاون كريستيانيا الذي يتمتع بالحكم الذاتي. كما يتحدث أيضًا إلى الكاردينال الكاثوليكي حول دور الدين في المجتمع والشريف جو أربايو حول القانون والنظام.
زيارة حزينة إلى المحكوم عليهم بالإعدام ومقابلة مع رئيس المحكوم عليهم بالإعدام، جون جورج، تقوده إلى اتخاذ قرار ضد عقوبة الإعدام في بلاده.

### بنك داني
عندما يكافح لدفع فاتورة الكهرباء، يبدأ والاس في إنعاش اقتصاد بلاده. يقوم بالتحقيق في الديون الوطنية، بنصيحة من وزير الخزانة السابق كينيث كلارك. قام بتصميم عملته الخاصة، IOU (الوحدة المهنية المترابطة)، والتي أظهرها لأندرو بيلي، رئيس أمين الصندوق في بنك إنجلترا. اكتشف أيضا إمارة المدينة الفاضلة الجديدة وأجرى مقابلات مع قنصل المملكة المتحدة، توني نيقوديموس. يتقدم بطلب للحصول على مساعدات دولية ويفشل بسبب ثروة مواطنيه.

### الامم المتحدة
يحاول والاس الدخول في مسابقة الأغنية الأوروبية لعام 2006 في أثينا، وفي محاولته أن يصبح دولة رسميًا، يسافر إلى نيويورك لمحاولة كسب دعم الأمم المتحدة. قلة الأراضي خذلته، وتنتهي هذه الحلقة الأخيرة بتجمع المواطنين في ميدان ليستر سكوير، حيث يكشف والاس أن البلاد ستُسمى "جميلة".

## تلفزيون المواطن
تم عرض برنامج يسمى تلفزيون المواطن، الذي قدمه أيضًا داني والاس، لمشاهدي الرقمي بعد كل حلقة، حيث يقدم أخبارًا ومناقشات حول البلاد.

## مملكة الجميلة
أطلق والاس على دولته الصغيرة اسم مملكة الجميلة. مثل العديد من الدول الصغيرة الأخرى، فهو مشروع يعتمد جزئيًا على الإنترنت ويطالب بمساحة صغيرة من الأراضي. أعلن والاس نفسه ملكًا، وفي ذروتها، تم تسجيل 58165 "مواطنًا" على موقع الدولة الصغيرة على الإنترنت Citizensrequired.com. هذا الموقع غير نشط.
كانت المنطقة الرسمية الوحيدة لفلي هي شقة والاس في باو، شرق لندن، ولكن تمت دعوة مواطني لفلي للإعلان عن غرفة، أو بعض المباني أو الأراضي الأخرى المملوكة لهم، لتكون سفارة للبلاد من خلال التقاط صورة تعرض علم لفلي. هناك.

## أنظر أيضا
- الدول المجهرية
- قائمة الدول المجهرية
- أعلام الدول المجهرية
- الدول المجهرية: دليل الكوكب الوحيد للأمم محلية الصنع

## روابط خارجية
- How To Start Your Own Country  في قاعدة بيانات الأفلام على الإنترنت (بالإنجليزية)